# Bracka Elektrownia Wodna
Bracka Elektrownia Wodna, ros. Бра́тская гидроэлектроста́нция – им. 50-летия Великого Октября – zapora i elektrownia wodna  na rzece Angara w mieście Brack, w azjatyckiej części Rosji, w obwodzie irkuckim.
Bracka Elektrownia Wodna należy do  konsorcjum OAO Irkutskenergo (ros. Иркутскэнерго), natomiast infrastruktura zapory wodnej podlega firmie OAO RusGidro.

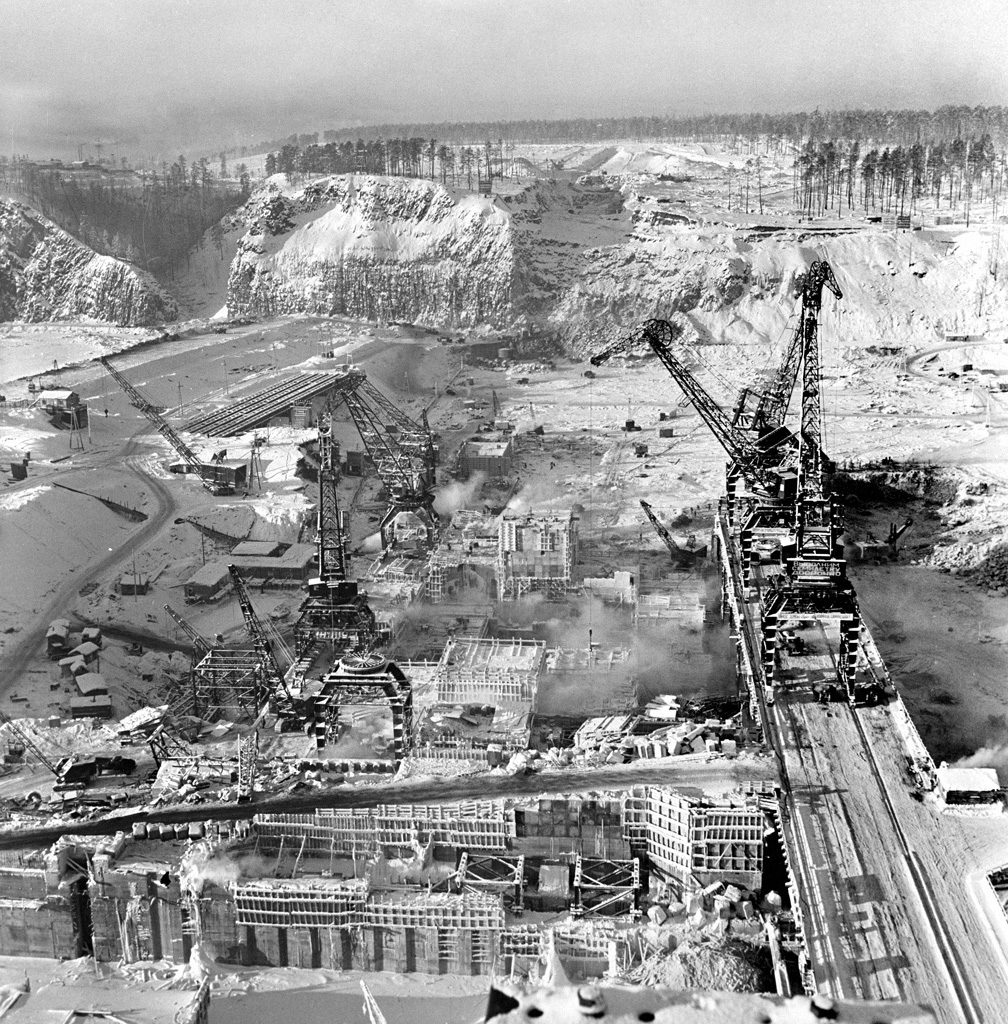
Budowa Brackiej Elektrowni Wodnej – luty 1960

## Historia budowy
- Plany budowy zapory zatwierdzono w 1954 roku, w tym też roku do Bracka przybyły pierwsze grupy robotników.
- W 1955 roku dotychczasowa osada Brack, która gwałtownie rozwinęła się dzięki budowie zapory i elektrowni  uzyskała prawa miejskie.
- W latach 1955 – 1957 wybudowano linię energetyczną o napięciu 220 kV, łączącą Brack z Irkuckiem a w  1961 roku drugą linię o napięciu 500 kV.
- W lipcu 1961 roku rozpoczęto napełnianie zbiornika.
- W  latach 1961 – 1966 systematycznie uruchamiano kolejne turbozespoły.
- 6 września 1967 roku elektrownię oddano do użytku.

Do 1971 roku Bracka Elektrownia Wodna była największym tego typu obiektem na świecie. W tym też roku nadano jej imię 50-lecia Wielkiego Października.
Równolegle z budową zapory i elektrowni  prowadzono prace przy budowie Brackiej Huty Aluminium, dla której elektrownia jest głównym dostawcą energii. Bracka Huta Aluminium zużywa około 75% wytwarzanej tam energii.

## Dane techniczne
- Wysokość zapory: 124,5 metrów
- Długość zapory u szczytu: 924 metrów
- Moc turbin: 15 × 250, 3 × 255 MW
- Całkowita moc generowana: 4500 MW[2][3]

## Zbiornik wodny
Powierzchnia Brackiego zbiornika wodnego w zależności od stanu wody wynosi około od 5426 do 5470 km²,  jego długość i szerokość to odpowiednio 600 km i 25 km, a całkowita pojemność zbiornika to około 169 km³, pojemność użyteczna (robocza) 35,41 km³. Długość linii brzegowej przy maksymalnym stanie wody wynosi 7400 km.